# سنترال چارتر د کلمبیا
سنترال چارتر د کلمبیا (به انگلیسی: Central Charter de Colombia) یک شرکت هواپیمایی است که در تاریخ ۱۹۷۹ میلادی تأسیس شده است. دفتر مرکزی سنترال چارتر د کلمبیا در بوگوتا، کلمبیا واقع شده‌است و قطب این شرکت هواپیمایی در فرودگاه بین‌المللی ال دورادو قرار دارد.